# 그리스 왕세자빈 마리샹탈
마리샹탈 밀러(영어: Marie-Chantal Miller, 1968년 9월 17일~)은 명목상의 그리스 왕세자빈이다. 그녀의 아버지인 로버트 워런 밀러는 DFS 갤러리아의 사장이다. 남편인 파블로스 왕세자와의 사이에서 4남 1녀를 두었다.
그녀는 자신의 이름을 내건 아동복 브랜드 마리샹탈을 설립하여, 2000년부터 활동하고 있으며, 아메리칸 발레 학교와 동물 의료 센터 등등 여러 단체에서 이사회원으로 활동하고 있으며, 베네치아 문화 유산 센터와 월드 인 하모니의 공동 설립자이기도 하다.